# إد كونواي
إد كونواي (بالإنجليزية: Ed Conway)‏ هو صحفي بريطاني، ولد في 1979.